# Roland Mattson
Roland Mattson (27 de abril de 1926 - 31 de marzo de 2009) fue un jugador de balonmano y entrenador sueco que jugó de portero. Fue un componente de la Selección de balonmano de Suecia.
Con la selección ganó la medalla de oro en el Campeonato Mundial de Balonmano Masculino de 1954 y en el Campeonato Mundial de Balonmano Masculino de 1958. Fue entrenador de la selección sueca entre  1967 y 1974.

## Palmarés

### Örebro SK
- Liga sueca de balonmano masculino (2): 1956, 1957

## Clubes

### Como jugador
- IFK Östersund (1947-1953)
- SoIK Hellas (1953-1959)
- Örebro SK (1959-1961)
- SoIK Hellas

### Como entrenador
- SoIK Hellas
- Selección de balonmano de Suecia (1967-1974)